# Rangárþing eystra
Rangárþing eystra és un municipi d'Islàndia, a la regió de Suðurland. Té una extensió de 1.840 km² i una població de 2.073 habitants a primer de gener de 2025.
El municipi va ser creat el 9 de juny de 2002 mitjançant la fusió dels antics municipis d'Austur-Eyjafjallahreppur, Vestur-Eyjafjallahreppur, Austur-Landeyjahreppur, Vestur-Landeyjahreppur, Fljótshlíðarhreppur i Hvolhreppur.
La principal població del municipi és Hvolsvöllur i Skógar.